# Strada romana Reims-Treviri
La strada romana Reims - Treviri o strada romana da Reims a Treviri è una strada romana che collegava Durocortorum ad Augusta Treverorum (Aug. Tres Viroii ). Con una lunghezza di circa 210 km, la strada attraversa quattro paesi: Francia, Belgio, Lussemburgo e Germania.

## Storia
Questa strada romana fu tracciata e costruita durante il I° secolo d.C., probabilmente intorno al 44 o 45 d.C. durante il regno dell'imperatore Claudio.

## Percorso
Il percorso corre lungo il margine meridionale del massiccio delle Ardenne ma senza entrarvi. La via attraversa principalmente i territori della Champagne crayeuse, della Gaume, della Lorena belga e del Gutland lussemburghese.
Uscendo da Reims (Durocortorum) da nord-est, la strada romana attraversa Witry-lès-Reims, oltrepassa la Marna a Bignicourt-sur-Marne o a Ville-sur-Retourne o tra queste due località, prende la direzione di Vaux-Champagne, attraversa l' Aisne presso Voncq, attraversa Le Chesne, la Mosa presso Mouzon, si dirige verso Carignano (Epoisso Vicus) poi a nord di Tremblois-lès-Carignan e di Williers prima di entrare in Belgio presso la frazione di Chameleux (comune di Florenville) dove sono state trovate le rovine di una stazione di sosta romano lungo la strada. La strada prosegue poi le località di Bellefontaine, di Sainte-Marie-sur-Semois, di Étalle (Stabulum) dove attraversa il fiume Semois e il villaggio di Sampont prima di arrivare ad Arlon (Orolaunum) dove incrocia la strada romana Metz-Tongres, quindi passa per Stehnen e viene tagliata dalla N4 belga a Wolberg. Dopodiché, l'antica strada entra in Lussemburgo passando per Steinfort, Capellen, Strassen, Lussemburgo, Niederanven e Mensdorf prima di unirsi alla strada romana Metz-Trèves poi Grevenmacher e raggiungere la Germania e la città di Treviri (Augusta Treverorum) situata sulla sponda opposta della Mosella.

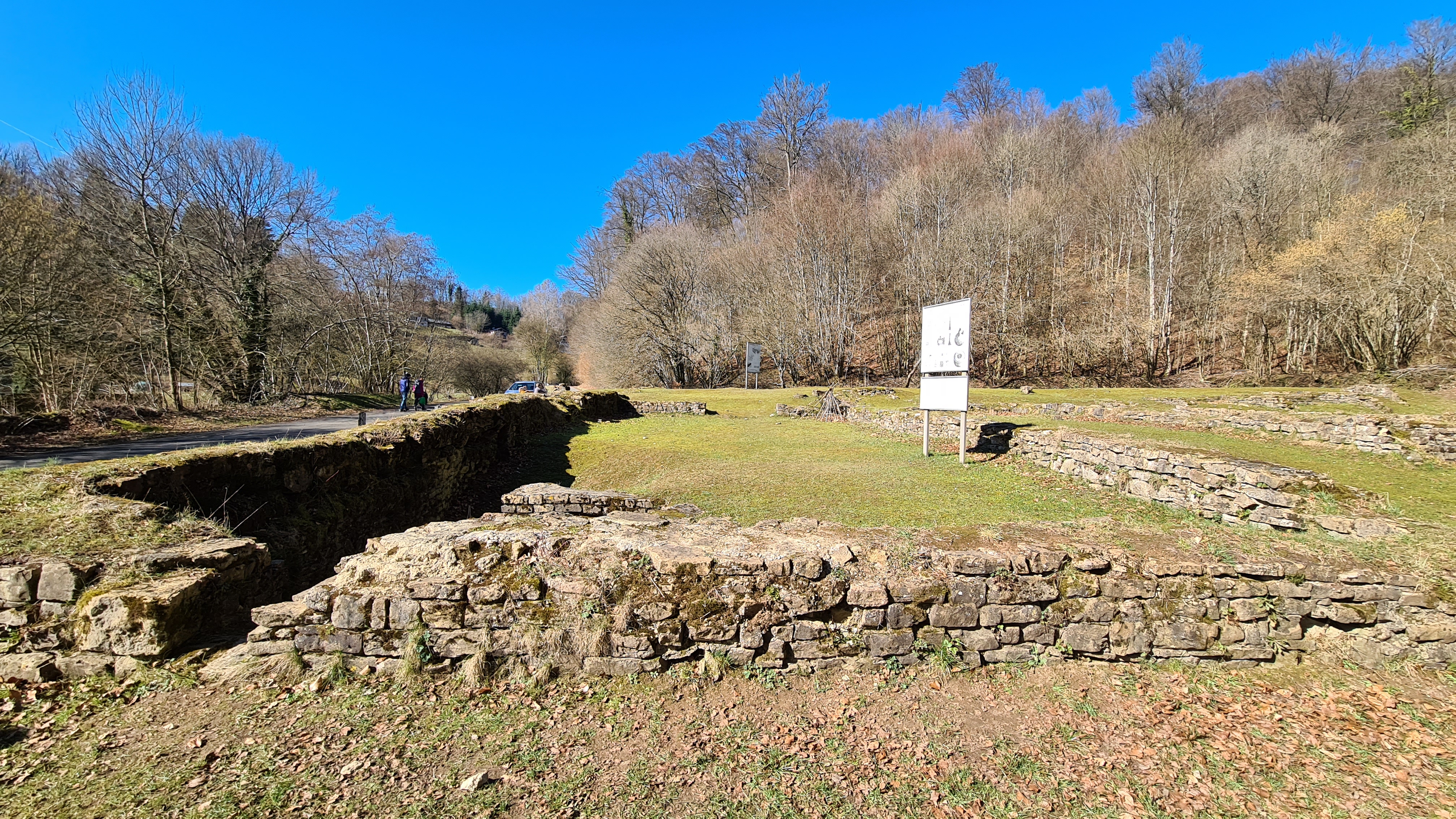
La stazione di sosta di Chameleux lungo la strada romana Reims-Trèves